# Hautes Terres du sud
Pour les articles homonymes, voir Southern Highlands.

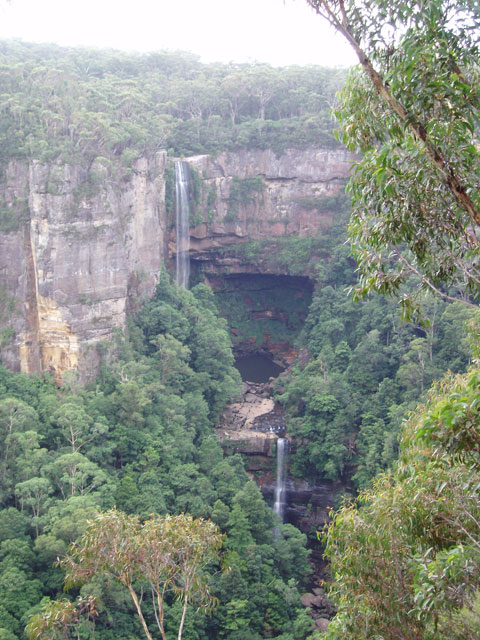
Les chutes Belmore dans les Hautes Terres du sud.

Les Hautes Terres du sud (Southern Highlands en anglais) sont une région au sud-est de la Nouvelle-Galles du Sud en Australie à environ 100 km au sud-ouest de Sydney. La région a une altitude comprise entre 500 et 900 mètres. Comme les régions voisines des Blue Mountains et des Alpes australiennes, elle a un climat froid.
Elle abrite les villes de Mittagong, Bowral, Moss Vale et Bundanoon et les villages environnants. Une ville comme Marulan est quelquefois rattachée à la région mais elle devrait être rattachée plutôt aux Plateaux du sud (Southern Tablelands en anglais).
L'économie de la région est basée sur la proximité des villes de Sydney et de Canberra dont beaucoup d'habitants viennent là pour des week-ends de repos et de détente avec le parc national Morton ou pour trouver des logements meilleur marché.